# Tierz (kommunhuvudort)
Tierz är en kommunhuvudort i Spanien.   Den ligger i provinsen Provincia de Huesca och regionen Aragonien, i den nordöstra delen av landet, 300 km nordost om huvudstaden Madrid. Tierz ligger 466 meter över havet och antalet invånare är 314.
Terrängen runt Tierz är platt åt sydväst, men åt nordost är den kuperad. Runt Tierz är det mycket glesbefolkat, med 5 invånare per kvadratkilometer. Närmaste större samhälle är Huesca, 4,4 km väster om Tierz. Trakten runt Tierz består till största delen av jordbruksmark.